# Владичански двор у Призрену
Владичански двор у Призрену је епископска резиденција и духовни православни центар који се налази у старом историјском језгру града, у насељу Подкаљај, у ранијем периоду традиционално насељеним Србима. У комплексу са зградом Владичанског двора у Призрену се налази више грађевина: Саборна црква Светог Ђорђа, Стара црква Светог Ђорђа (Руновића црква) и административно-стамбена зграда (Парохијски дом) српске православне црквене општине Призрен.

## Прошлост
Седиште Призренског епископа, од 1346. године митрополита, бива по претварању Богородице Љевишке у џамију, средином 18. века, пребачено у обновљену цркву Светог Николе Рајкова заједно са домом митрополита. Пре премештања седишта Митрополије, раније Епископије из старе у нову зграду у њој је било седиште руског конзулата од 1866. до 1915. године, а по његовом затварању то постаје простор Епископије.
Зграда руског конзулата је била већег двоетажног габарита неправилног облика, условљеног двема улицама са одликама јавног и репрезентативног карактера, касније служила за потребе седишта Призренске епархије, столице Рашко-призренске епископије. Због неподесних функционалних решења и дотрајалости порушена је 1980. године и на њеним темељима изграђена нова зграда Епископије.

## Мартовски погром 2004.
Нова зграда Рашко-Призренске епархије (Владичански двор), постојала је до 2004. године, без обзира на чињеницу да се у њој 1999. године смешта штаб немачког КФОР-а, док марта 2004. године није запаљена, демолирана и потпуно уништена, а седиште Рашко-Призренске епархије пребачено у манастир Грачаницу.

## Обнова
Обнова зграде је започела почетком прошле 2007. године у организацији Европске агенције за реконструкцију (ЕАР) по договору који је 2006. постигнут са СПЦ. Пројекат су урадили српски архитекти из Београда и он је одобрен од Завода за заштиту споменика културе Србије. У току 2009. године Владичански двор је обновљен и предат на употребу Епархији рашко-призренској Српске православне цркве.